# Deutsch-Uni Online

Logo der Deutsch-Uni Online

Die Deutsch-Uni Online, kurz DUO, ist ein Internetportal zum Deutschlernen.
DUO wurde vom Multimedialabor Deutsch als Fremdsprache an der Ludwig-Maximilians-Universität München für Deutschlerner konzipiert, die einfach und effektiv die deutsche Sprache lernen und sich online auf einen Studienaufenthalt in Deutschland vorbereiten möchten. DUO ermöglicht den Spracherwerb in allen vier Fertigkeiten und möchte zugleich fachliches und praktisches Wissen vermitteln. In einem speziellen Fachsprachkurs („fach-deutsch“) etwa erwerben die Lernenden Fachsprache und Fachwissen für ausgewählte Disziplinen. „uni-deutsch TestDaFtraining“ ist ein zusammen mit dem TestDaF-Institut entwickelter Deutschkurs, der gezielt auf den TestDaF vorbereitet.
DUO ist ein Angebot der Gesellschaft für Akademische Studienvorbereitung und Testentwicklung e. V. (g.a.s.t.), zu der auch das TestDaF-Institut gehört. DUO wird an der LMU entwickelt und vom DAAD unterstützt.